# Samuel Jones
Samuel Symington „Sam” Jones  (ur. 16 stycznia 1880 w Fairfield, zm. 13 kwietnia 1954 w Knoxville) – amerykański lekkoatleta, mistrz olimpijski z Saint Louis.
Był mistrzem Stanów Zjednoczonych (AAU) w skoku wzwyż w 1901, 1903 i 1904, a także akademickim mistrzem USA (IC4A) w 1900 i 1901].
Na igrzyskach olimpijskich w 1904 w Saint Louis zwyciężył w skoku wzwyż wynikiem 1,80 m. Startował również w trójskoku, w którym zajął 7. miejsce, oraz w przeciąganiu liny, gdzie jego drużyna zajęła 4. miejsce.
Rekord życiowy Jonesa w skoku wzwyż wynosił 1,905 m (z 1902 r.).
Ukończył studia na Uniwersytecie Nowojorskim. Pracował początkowo jako inżynier budownictwa, a później był nauczycielem.